# 포항호박달팽이
포항호박달팽이 (학명: Zonitoides arboreus 조니토이데스 아르보레우스[*])는  나사호박달팽이과에 속하는 달팽이의 일종이다.

## 분포
포항호박달팽이는 북아메리카가 원 서식지이다. 네바다주를 제외한 미국의 모든 주에 광범위하게 분포해 있다. 브리티시 컬럼비아, 그 중에서도 피스강~노던 로키 구간에서 흔하게 보인다. 미국 내 유명 지역을 예로 들자면, 사우스다코타주에 위치해 있는 윈드케이브 국립공원의 다양한 토양 표본에서 포항호박달팽이가 발견된다.
비고유 분포지로는 다음과 같다.
- 아이슬란드(유입)[3]
- 헝가리[3]
- 스위스[3]
- 체코 - 2006년 모라비아에서 발견[6]
- 영국 - '온실 침입종'(hothouse alien)으로 유입
- 슬로바키아 - '온실 침입종'(hothouse alien)으로 유입
- 대만 프라타스섬[7]
- 뉴질랜드 (북섬, 남섬)[8]
- 오스트레일리아 (뉴사우스웨일스주, 퀸즐랜드주, 빅토리아주)
- 대한민국[9]
- 기타 여러 나라 및 지역

모두가 그런 건 아니나, 위에 나열된 대부분의 경우 이 종은 온실에서 해충으로 발견된다.

## 생김새

### 패각
포항호박달팽이는 지름이 대략 5~6mm 평나선형, 높이 2~4.3mm인 평나선형 패각을 가진 달팽이이다. 포항호박달팽이의 한 가지 구분되는 특징은  각구가 넓고 초승달 모양이라는 것이다. 패각 입구 가장자리에 있는 위구부(圍口部)는 가늘다.
패각은 나선형이다. 첫 나층은 매끄럽고 두드러지게 둥글다. 패각의 나머지 나층들도 둥글다. 패각의 표면에는 주름 같은 홈과 성장선들로 크게 표시되어 있다. 이 선들 중 많은 것들이 서로 밀접한 간격을 두고 있으며, 미세한 줄무늬를 가지고 있다. 나선형 줄무늬는 패각의 윗면에 있는 줄무늬보다 더 거칠다.

### 내장
포항호박달팽이는 겉에 있는 회색의 기초 조직으로 구성되어 있다. 촉수도 진한 회색을 띠는 한편, 발의 양 옆은 연한 회색이다. 촉수 아래는 분홍빛 살점의 색이 돌며 눈은 거멓다. 달팽이의 내부 구조는 두껍고 큰 관으로 구강(口腔)과 연결되어 있는 입에서 시작한다. 구구는 구강에 둘러싸여 있다. 그런 다음에, 그물 형태의 식도가 앞으로 지나가면서 뒤로 돈다. 식도의 전체 길이는 접혀있을 때의 두 배이다. 식도는 위와 연결되어 있는데, 식도보다 약 3배 차이나는 크기이다. 창자는 앞쪽 끝에 있는 두 개의 간관(肝管)으로 이동한다.  그 후 식도의 전방각 앞으로 이동하여 뒤로 꺾여 곡선 형태로 앞으로 구부러진다. 식도 안에는 소화샘이 앞쪽의 휜 부분에 위치해 있다. 이 샘은 포항호박달팽이가 먹이를 섭취하여 얻은 전분 등의 복합 탄수화물을 소화시키는 데에 도움을 준다. 간췌장은 모든 소화계 기관 안쪽으로 싸여 있다. 이 기관은 조직 재생과 성장을 위해 영양분을 저장하는 데에 도움을 준다. 먹이를 갈아서 입으로 전달해주는 치설은 중앙의 척주치와 다섯 개의 다른 측치 및 18개의 주변치들로 이루어져 있다. 이 치아들은 달팽이가 식사를 입으로 유도하여 섭취하도록 돕고 소화 과정을 완화하는 데 도움을 준다.
또한 복잡하고 중요한 신경계를 갖추고 있기도 하다. 뇌신경절은 크기가 크며, 뇌교련으로 연결되어 있다. 뇌신경절에는 시각, 촉수 및 감각 신경이 있다. 두 개의 협신경절은 작고, 뇌협교련에 의해 뇌신경절들과 연결하며 협교련으로도 제각기 이어져 있다. 뇌신경절에 이웃해 있는 것은 각정신경절이며, 이는 우상부 측신경절의 약 절반 크기이고, 그 아래에 놓여 있으며 연결되어 있다. 각정신경절과 인접해 있는 것은 우상부 측신경절과 거의 같은 크기의 측신경절이다. 좌측신경절은 우측신경절과 같은 크기이며 이어져 있다. 다섯 신경절의 연쇄가 이어져 있으면, 그 다음에는 측신경절의 약 1/3 크기의 복부 신경절이 있다. 뇌측연합은 뇌신경절과 측신경절을 이어준다. 다섯 신경절의 연쇄 아래로 두 개의 더 커다란 발신경절이 있으며, 뇌-발교련을 통해 뇌신경절로 이어진다.

## 번식 및 생활환
포항호박달팽이는 정소와 난소를 둘 다 공유하는 난정소로 시작하는 유성생식을 한다. 이는 난소 조직과 정소 조직을 공유하게 될 때 나타난다. 난정소는 난정소는 간에 인접한 추 모양의 기관이다. 난정소에 붙어있는 것은 자웅관으로 폭이 좁으며 부속샘으로 이어진다. 부속샘은 정자의 이동을 촉진하는 데 도움을 준다. 이 샘은 달팽이에서 발견되는 난백샘이라는 외분비샘에 붙어있으며 난관으로 이어진다. 난관(卵管)은 난정소에서 알이 빠져나오는 통로 역할을 하는 커다란 기관이다. 난관은 질 뒤쪽에 위치해 있다. 포항호박달팽이의 수정관은 난관에 붙어있는 줄 모양 기관이며 음경낭으로 이동한다. 이와 인접해 있는 것은 교미시낭으로 두 개의 두정 분비샘이 들어있다. 정낭(精囊)은 매우 긴 관을 통해 앞쪽의 약 3분의 1 부위에 있는 질에 연결된 작은 기관이다. 배설강은 짧은 길이의 두꺼운 벽을 가진 관이다. 교미시낭후인근은 교미시낭을 음경 기부의 정낭관과 이어져 있다.

## 습성
포항호박달팽이의 이동 및 이주성은 군집성 양육자, 비이주자, 지역 이주자, 장거리 이주자가 아니기 때문에 보다 더 두드러진다. 이 종은 큰 수역을 포함한 장벽이 있거나 수역의 영구 동결에 따라 다른 지역으로 이동할 수 없다. 이주의 또 다른 장벽으로 강수량 152.4mm 미만의 마르고 건조한 지역들이 있다. 그 이유는 수분이 이 종에게 있어 호흡상으로 중요하기 때문이다.

## 생태
포항호박달팽이가 자주 나타나는 서식지로는 숲이 있다.
뇌사상충은 포항호박달팽이의 기생충이다.

## 외래침입 및 방제
포항호박달팽이는 온실과 자연 서식지에서 종종 발견된다. 어느 정도의 건조 상태에서도 생존할 수 있는 능력을 갖추고 있다. 이 종은 주로 과수의 주요 병해충이지만 채소에도 피해를 준다. 또한 썩은 나무와 잎 잔해에서 발견되기도 한다. 이 종의 이동 능력에 관해서 말하자면, 다른 달팽이 종들에 비해 비교적 빠르다. 이 종을 찾기 위해 정의하는 특징은 눈의 촉수이며, 둥근 검정 눈이 서로 크게 떨어져 있다. 이 종은 미국에서 팔리는 과일과 채소에 영향을 준다. 
이러한 원예상품들은 국제 거래되어 경제에 도움이 되기 때문에, 포항호박달팽이의 침입은 이러한 과정을 방해할 것이다. 현재, 이 종을 제거할 보호제로는 훈증제인 메틸 브로마이드가 있지만 이 보호제는 심각한 건강 및 환경 문제를 야기하는 것이 입증되었다. 방사선을 통한 방제는 이 달팽이가 성체 단계에 도달하는 것을 저해시키기 때문에 잠재적인 방제법으로 도입되었다. 방사선의 조사로 포항호박달팽이가 성체에 도달하는 것을 막아 달팽이의 활발한 번식을 막을 수 있다.